# The Feminine Touch
The Feminine Touch is een Amerikaanse filmkomedie uit 1941 onder regie van W.S. Van Dyke.

## Verhaal
John Hathaway is een hoogleraar psychologie die in New York een werk over jaloezie wil laten publiceren. John en zijn aantrekkelijke vrouw Julie gaan naar de uitgeverij van Elliott Morgan om er met diens assistente Nellie Woods de publicatie van het boek te bespreken. Al gauw blijkt dat iedereen meer onder de indruk is van Julie dan van het boek.

## Rolverdeling
| Acteur           | Personage           |
| ---------------- | ------------------- |
| Rosalind Russell | Julie Hathaway      |
| Don Ameche       | John Hathaway       |
| Kay Francis      | Nellie Woods        |
| Van Heflin       | Elliott Morgan      |
| Donald Meek      | Makepeace Liveright |
| Gordon Jones     | Ryan                |
| Henry Daniell    | Shelley Mason       |
| Sidney Blackmer  | Freddie Bond        |
| Grant Mitchell   | Dean Hutchinson     |
| David Clyde      | Brighton            |